# Lithium (canção de Evanescence)
"Lithium" é uma canção da banda de metal alternativo americana Evanescence. Foi lançada como segundo single do álbum The Open Door em 1 de janeiro de 2007.

## Antecedentes
A vocalista e compositora Amy Lee descreveu a canção como "algo que abraça sentindo mais dormência". Durante uma entrevista à VH1, ela disse:
| “ | Eu escrevi o refrão no violão quando eu tinha uns 16 anos. Eu sempre pensei que era um coro legal, mas eu nunca usei para nada. Eu comecei a tocar no piano e os versos vieram. Eu tenho uma pilha de peças arrumadas em minha mente de que talvez eu use algum dia. De certa forma, é uma música antiga, mas não realmente. Ela cresceu. | ” |

Em uma outra entrevista à MTV, Lee disse:
| “ | Não é literal. Não é sobre a droga, eu nunca havia ingerido lítio anteriormente. É uma espécie de metáfora sobre dormência, felicidade e sorte como, ele está olhando para a felicidade de uma forma negativa, porque você sabe, eu sempre tive medo de ser feliz. Como com a banda, a arte e tudo mais, é como se eu nunca mais vou me deixar romper na felicidade, porque não é legal ou algo assim. O lítio é a felicidade, como dizer 'isso é dormente, eu não irei ser capaz de ser um artista quando estiver feliz', o que é hilário, porque eu estou feliz. Então é como essa luta dentro da música, 'eu faço isso ir ser feliz ou eu devo chafurdar ela como sempre faço?' e isso é legal, porque no final da canção eu digo 'eu vou deixá-lo ir', como eu vou ser feliz. | ” |

A droga em si, carbonato de lítio, é normalmente utilizada como um estabilizador de humor para prevenir o comportamento maníaco agudo em pacientes com transtorno bipolar.

## Recepção da critíca
O site Entertainment Weekly observou que em "Lithium, Lee explora o vício em si mesma" e a canção soa como um "Strummer de dor, ao estilo Queensrÿche. Rob Sheffield acrescentou que "Lithium" é uma homenagem para Kurt Cobain. O The Independent, foi positivo em sua avaliação, como um dos destaques e escrevendo "seu terceiro álbum está envolvido nos gêneros obscuros, com uma máscara de humor melhor observado em "Lithium", onde a cantora Amy Lee afirma:"Eu quero permanecer apaixonada, com minha tristeza/Oh mas Deus, eu quero me libertar". O Canada.com afirmou que "Lithium" é equivalente a "My Immortal" de Fallen. Stephen Thomas Erlewine destacou "Lithium", que certamente não é uma cover do clássico Nirvana e em seu lugar é a rock gótico épico, que leva a mulher feiticeira e líder de uma banda de rock, Lee a um novo milênio".

## Videoclipe
Um videoclipe dirigido por Paul Fedor foi filmado entre 31 de outubro e 1 de novembro de 2006. O vídeo contém Amy Lee e os membros da banda atuando em um cemitério de neve, e mostra Lee representando as emoções de tristeza e felicidade, ela se afoga em uma lagoa de líquido negro no final do vídeo. As cenas subaquáticas são semelhantes aos do vídeo de "Going Under", com exceção da água-viva. O cenário é semelhante ao do vídeo de "Love Like Winter" da banda AFI.
Durante uma entrevista à MTV News, Lee disse:
| “ | Sou eu que está de branco, é muito frio. Depois estou toda de preto andando sob a superfície da água no lago da floresta. Portanto, é a felicidade e a tristeza, estamos quase cantando uns para os outros, tentando descobrir como podemos trabalhar. | ” |

O videoclipe estreou exclusivamente para o público canadense no MuchMusic.com em 24 de novembro de 2006, foi colocado posteriormente em sites como YouTube e MySpace. Em seguida foi removido do MuchMusic e restaurado em 4 de dezembro. A gravadora Wind-up Records lançou o vídeo no site oficial da banda em 27 de novembro. Foi disponibilizado para download digital no iTunes em 19 de dezembro. Lee fez uma aparição no Total Request Live em 24 de dezembro para estrear o vídeo na MTV.

## Lista de faixas
| Single (Parte 1) |                                    |                |         |  |
| N.º              | Título                             | Compositor(es) | Duração |  |
| 1.               | "Lithium"                          | Amy Lee        | 3:44    |  |
| 2.               | "The Last Song I'm Wasting On You" | Lee            | 4:07    |  |

| Maxi (Parte 2) |                                             |                   |         |  |
| N.º            | Título                                      | Compositor(es)    | Duração |  |
| 1.             | "Lithium"                                   | Lee               | 3:44    |  |
| 2.             | "The Last Song I'm Wasting On You"          | Lee               | 4:07    |  |
| 3.             | "All That I'm Living For" (versão acústica) | Lee, John LeCompt | 4:33    |  |
| 4.             | "Lithium" (videoclipe/versão acústica)      | Lee               | 3:50    |  |

| 7" Vinyl Picture Disc |                                    |                |         |  |
| N.º                   | Título                             | Compositor(es) | Duração |  |
| 1.                    | "Lithium"                          | Lee            | 3:44    |  |
| 2.                    | "The Last Song I'm Wasting On You" | Lee            | 4:07    |  |

## Paradas musicais
| Chart (2006/2007)                                         | Maior posição |
| --------------------------------------------------------- | ------------- |
| O campo songid é OBRIGATÓRIO PARA PARADA ALEMÃ            | 44            |
| Austrália (ARIA)                                          | 26            |
| Áustria (Ö3 Austria Top 75)                               | 41            |
| Bélgica (Ultratip Bubbling Under da Valônia)              | 13            |
| Brasil (ABPD)                                             | 14            |
| Espanha (Los 40 Principales)                              | 10            |
| Estados Unidos (Billboard Bubbling Under Hot 100 Singles) | 24            |
| Estados Unidos (Billboard Hot Mainstream Rock Tracks)     | 39            |
| Estados Unidos (Billboard Hot Modern Rock Tracks)         | 37            |
| Irlanda (IRMA)                                            | 30            |
| Itália (FIMI)                                             | 2             |
| Nova Zelândia (Recorded Music NZ)                         | 16            |
| Países Baixos (Single Top 100)                            | 55            |
| Reino Unido (The Official Charts Company)                 | 1             |
| Reino Unido (UK Singles Chart)                            | 32            |
| República Checa (Rádio Top 100)                           | 18            |
| Suécia (Sverigetopplistan)                                | 23            |
| Suíça (Schweizer Hitparade)                               | 40            |